# Cioranca, Buzău
Cioranca este un sat în comuna Movila Banului din județul Buzău, Muntenia, România. Se află în zona de câmpie din sudul județului, pe DN2.